# 10215 Lavilledemirmont
10215 Lavilledemirmont (1997 SQ) là một tiểu hành tinh vành đai chính được phát hiện ngày 20 tháng 9 năm 1997 bởi L. Sarounová ở Ondrejov. Nó được đặt theo tên của nhà thơ Pháp Jean de La Ville de Mirmont (1864–1914).